# 花園工具
花園工具株式会社（はなぞのこうぐ）は、かつて存在した作業工具を開発・製造・販売する企業。本社を大阪府東大阪市に置き、VICTORブランドで製品を展開していた。
フジ矢株式会社のグループ企業であり、2016年にフジ矢に合併し解散した。

## 会社概要
社名は1944年に東大阪市花園本町にユアサ商事株式会社の工具製造工場として創業したことによる。
「握りもの工具」と言われるペンチ・ニッパー・プライヤ・ラジオペンチ類が主力商品の電設工具メーカーで、各作業のシチュエーションにあった電気工事のプロ用切断工具を数多く揃えていた。他にエアニッパー・圧着工具があり、近年は、VA線ストリッパーの発売、配管工具のエンビカッタ等の樹脂材料切断工具分野の開発に注力している。
前述のとおり、2016年にフジ矢に合併し解散した。なおVICTORブランドはビクター株式会社が継承している。

## 沿革
- 1944年 - ユアサ商事株式会社の花園工場として創業。
- 1951年 - ユアサ商事の子会社、花園工具株式会社として独立する。
- 1956年 - 資本金900万円に増資する。
- 1963年 - ユアサ商事を筆頭に全国に販売代理店を網羅し、資本金も再度増資を行い2,000万円とする。
- 1981年 - 本社、工場を花園本町より加納工場団地内に移転する。
- 2004年 - 本社、工場を現在地（加納5丁目）に移転する。
- 2016年 - フジ矢株式会社に合併し解散。大阪府東大阪市にビクター株式会社を設立。

## 主な商品
- ペンチ・ニッパー・プライヤ・ラジオペンチ・エアニッパー・圧着工具・VA線ストリッパー・エンビカッタ等